# CP série 0350
La série 0350 est une série d'autorails des CP, les chemins de fer portugais, résultant de la modernisation des autorails de la série 0300.

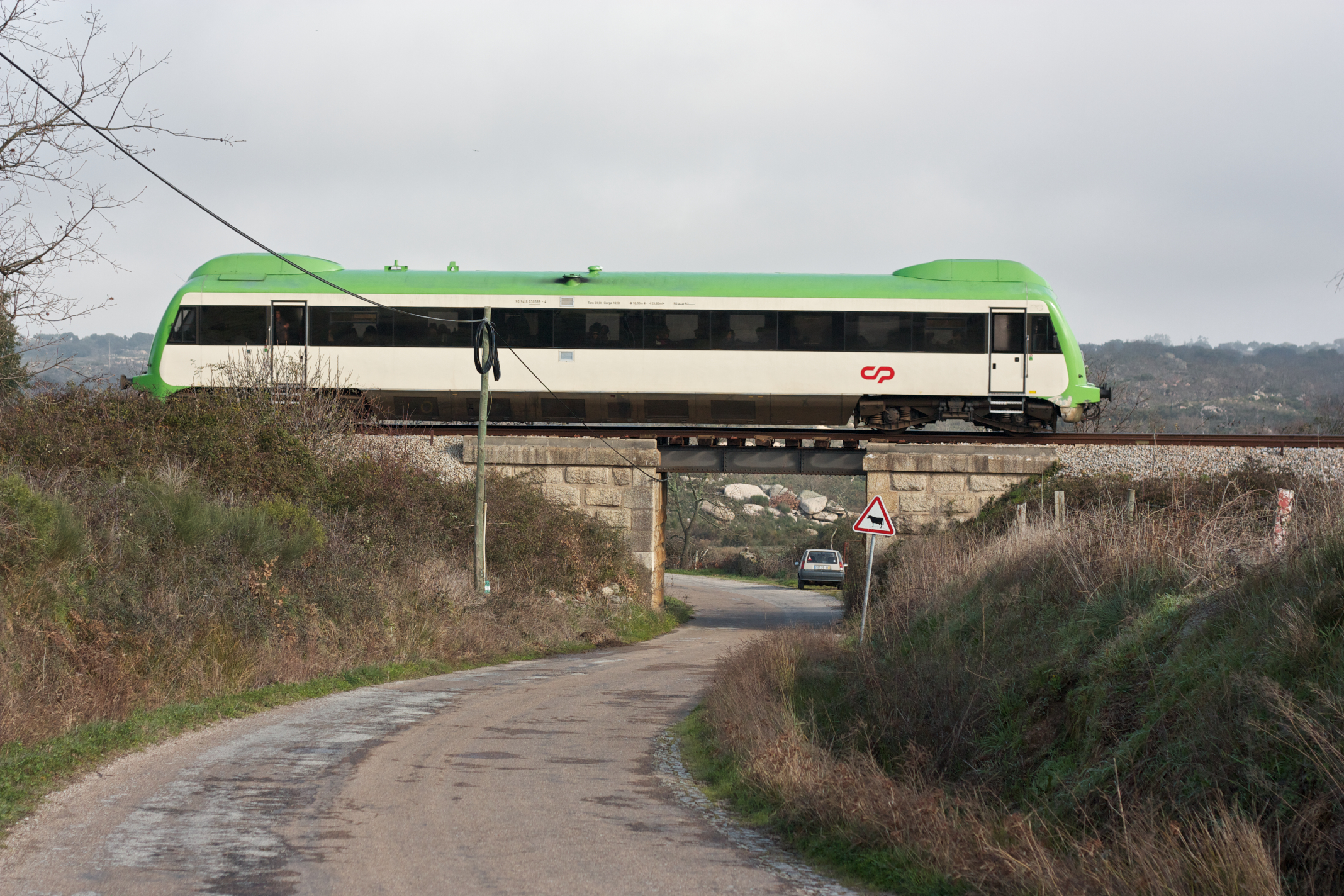
Autorail USD 0369 du train régional 5551 Torre das Vargens - Marvão • Beirã en 2011.